# كأس السوبر الأرجنتيني 2016
بطولة كأس السوبر الأرجنتيني  هي النسخة الخامسة من بطولة كأس السوبر الأرجنتيني، لعب يوم 4 فبراير 2017 في استاد سيوداد دي لا بلاتا، بين فريق لانوس الفائز بالدوري وفريق ريفر بليت الفائز بكأس الأرجنتين. وقد انتهت المباراة بفوز لانوس بالمباراة بنتيجة 3–0 ليحصد لقبه الأول في تاريخ البطولة.

## التفاصيل
| لانوس                                                                  | 3–0 | ريفر بليت |
| ---------------------------------------------------------------------- | --- | --------- |
| أكوستا 70' (بالقدم اليمنى) · باسكيني 81' (ضربة رأس) · ساند 88' (ركلة.) |     |           |